# Manoir de la Ville-Guéhard
Le manoir de la Ville-Guéhard est situé à Lizio en France.

## Localisation
Le manoir est situé sur le territoire de la commune de Lizio, au lieu-dit la Ville Guehard, dans le département du Morbihan en région Bretagne.

## Description
Le manoir date des XVIIe et XVIIIe siècles. Édifice, dans une ancienne cour fermée, à un étage carré, élévation à travées, construit en moellons de granite. Toiture à longs pans recouverte d'ardoises, pignons couvert et découvert, croupe polygonale, lignolet.  Logis-porte avec colombier sur passage.

## Historique
Ensemble du XVIIe siècle composé, au nord de la cour, d'un premier logis (aujourd'hui en partie détruit) et de dépendances, et d'un logis-porche, au sud de la cour ; à l'ouest une chapelle, dédiée à la Trinité, porte les armoiries de la famille Grignart : de sable à la croix d'argent, cantonnée de quatre croissants de même, dont la devise était : En elle je mets mon espoir. Le logis actuel date du XVIIIe siècle. L'ensemble est restauré à la fin du XXe siècle. La réformation (recensement de la noblesse) de 1513 mentionne : "Ollivier Jouchet seigneur de la Beraudaye tient la métairie de la Ville Guehart". Celle de 1536 attribue la Villeguiart à Jacques Josset ; en 1530 à un membre de la famille de Bégasson et en 1737 à M. Grignart, chevalier de Champsavoy.
Le manoir est inscrit à l'inventaire général du patrimoine culturel.